# Nectria byssophila
Nectria byssophila är en svampart som beskrevs av Rossman 1979. Nectria byssophila ingår i släktet Nectria och familjen Nectriaceae.   Inga underarter finns listade i Catalogue of Life.